# Conde de Rilvas
Conde de Rilvas é um título nobiliárquico criado por D. Luís I de Portugal, por Decreto de 30 de Setembro de 1862, em favor de Simão Félix de Calça e Pina, antes 1.º Barão de Rilvas e 1.° Visconde de Rilvas.
Titulares
1. Simão Félix de Calça e Pina, 1.º Barão, 1.° Visconde e 1.º Conde de Rilvas;
2. Maria Clara de Calça e Pina, 2.ª Baronesa, 2.ª Viscondessa e 2.ª Condessa de Rilvas;
3. João Gomes de Oliveira Bandeira de Melo, 3.° Conde de Rilvas.

Após a Implantação da República Portuguesa, e com o fim do sistema nobiliárquico, usaram o título: 
1. Simão Hipólito de Oliveira Calça e Pina Bandeira de Melo, 3.° Visconde e 4.° Conde de Rilvas, 1.° Visconde de Alcafache.
2. Fernando Maria de Oliveira Calça e Pina Bandeira de Melo, 4.° Visconde e 5.° Conde de Rilvas;
3. Manuel Maria Junqueiro Bandeira de Melo, 6.° Conde de Rilvas, 2.° Visconde de Alcafache.